# التویله آن در راین
شهر التویله آن در راین در ایالت هسن در کشور آلمان واقع شده است.

## نگارخانه

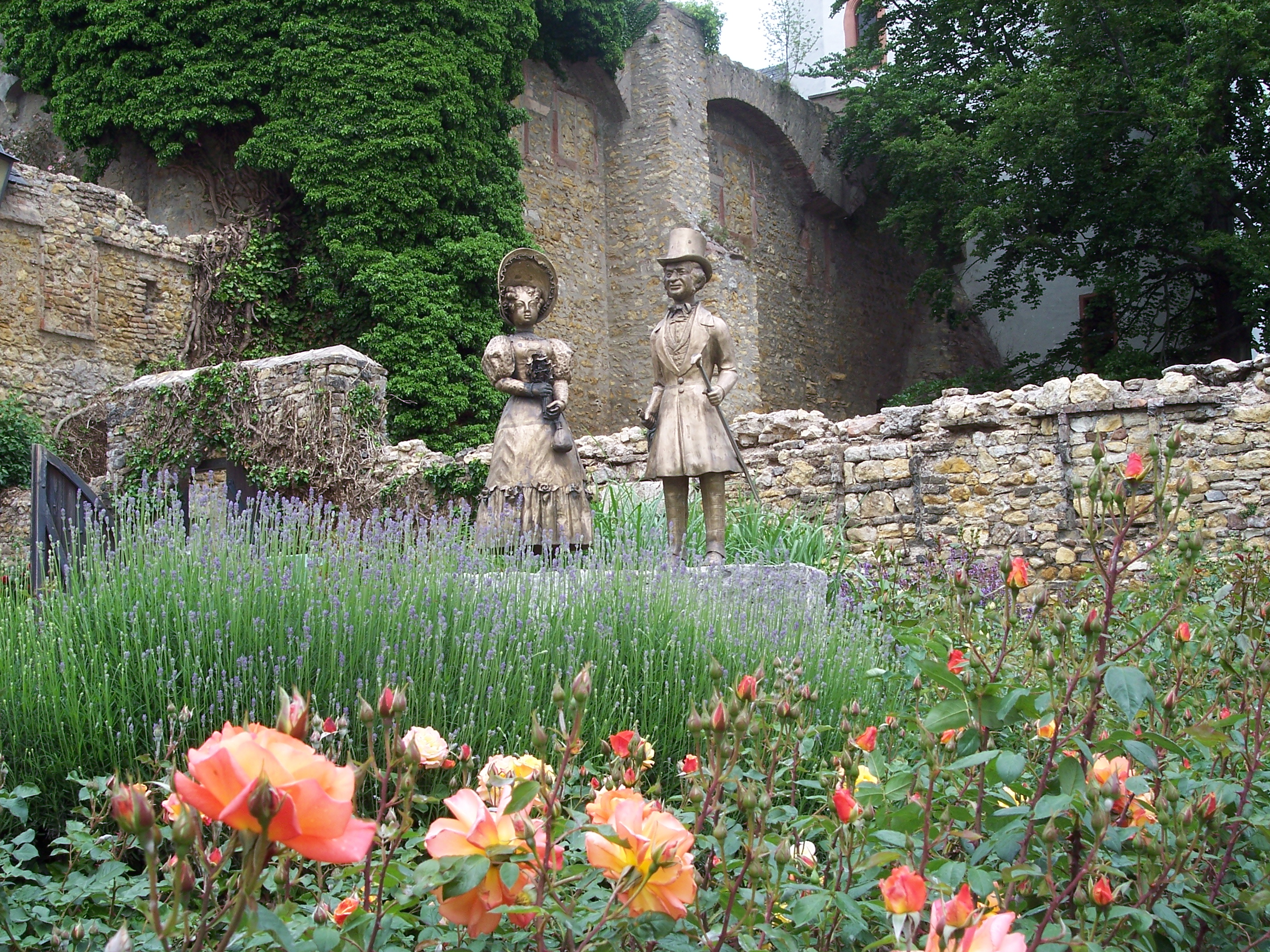
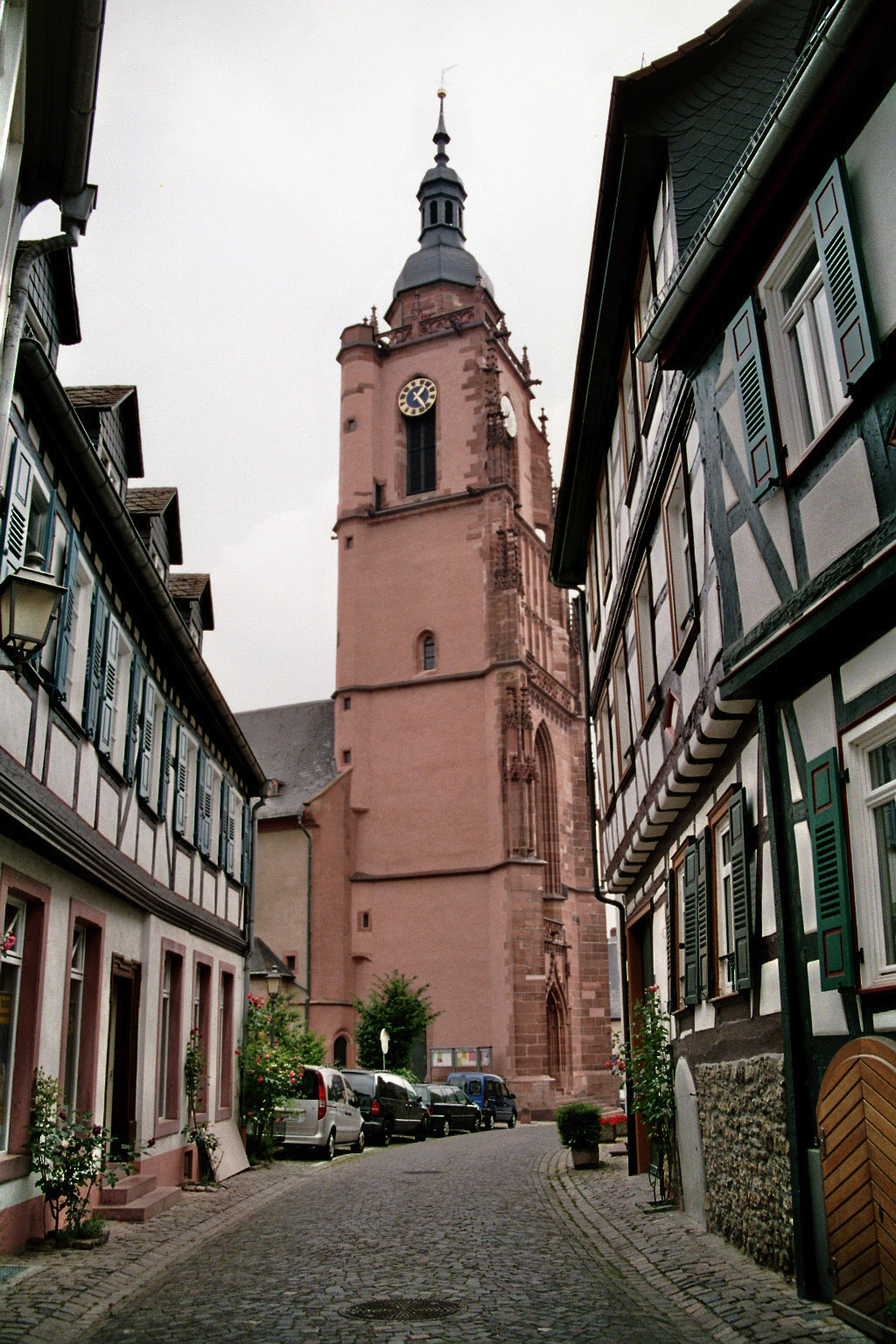